# Rio Itatá
Rio Itatá är ett vattendrag i Brasilien.   Det ligger i delstaten Pará, i den centrala delen av landet, 1 400 km norr om huvudstaden Brasília.
I omgivningarna runt Rio Itatá växer i huvudsak städsegrön lövskog. Trakten runt Rio Itatá är nära nog obefolkad, med mindre än två invånare per kvadratkilometer.